# Francolí de dos esperons
El francolí de dos esperons (Pternistis bicalcaratus) és una espècie d'ocell de la família dels fasiànids (Phasianidae) que habita praderies i sabanes d'Àfrica Occidental, des de l'oest del Marroc i Mauritània fins al golf de Guinea i el sud de Camerun.